# ريد كيسلر
ريد كيسلر (بالإنجليزية: Reed Kessler)‏ هي فارسة ‏ أمريكية، ولدت في 9 يوليو 1994 في نيويورك في الولايات المتحدة.

## وصلات خارجية
- ريد كيسلر على موقع أوليمبيديا (الإنجليزية)